# Gyranusoidea
Gyranusoidea är ett släkte av steklar. Gyranusoidea ingår i familjen sköldlussteklar.

## Dottertaxa tillGyranusoidea, i alfabetisk ordning[1]
- Gyranusoidea advena
- Gyranusoidea albiclavata
- Gyranusoidea amasis
- Gyranusoidea aphycoides
- Gyranusoidea austrina
- Gyranusoidea brixia
- Gyranusoidea ceroplastis
- Gyranusoidea cinga
- Gyranusoidea citrina
- Gyranusoidea claripennis
- Gyranusoidea croton
- Gyranusoidea deione
- Gyranusoidea dice
- Gyranusoidea dilatata
- Gyranusoidea dispar
- Gyranusoidea ection
- Gyranusoidea epos
- Gyranusoidea eurybates
- Gyranusoidea flava
- Gyranusoidea hecale
- Gyranusoidea indica
- Gyranusoidea janzeni
- Gyranusoidea klugei
- Gyranusoidea lagus
- Gyranusoidea lamus
- Gyranusoidea litura
- Gyranusoidea marsyas
- Gyranusoidea munda
- Gyranusoidea orcades
- Gyranusoidea pauliani
- Gyranusoidea phenacocci
- Gyranusoidea rhodope
- Gyranusoidea scepsis
- Gyranusoidea semele
- Gyranusoidea separata
- Gyranusoidea signata
- Gyranusoidea sulmo
- Gyranusoidea tebygi
- Gyranusoidea valeo
- Gyranusoidea watsonae
- Gyranusoidea yunnanensis